# Maria-Elend-Kirche
Mariä-Elend-Kirche (Maria im Elend, bzw. Maria-Elend-Kapelle) ist der Name verschiedener Kirchen zum Gedenken der Sorgen der Mutter Gottes auf der Flucht nach Ägypten. Diese ist eine der Sieben Schmerzen Mariens. Patroziniumstag im römisch-katholischen liturgischen Kalender ist der 15. September.

## Deutschland
- Maria Elend (Dietramszell), Wallfahrtskirche in Dietramszell in Bayern,
- Maria im Elend (Baar), Wallfahrtskirche in Baar (Schwaben) in Bayern,

## Österreich
Kärnten
- Wallfahrtskirche Maria Elend, Kirche in Sankt Jakob im Rosental
- Maria-Elend-Kapelle (Straßburg)

Niederösterreich
- Pfarrkirche Tattendorf

Oberösterreich
- Filialkirche Schöneben

Salzburg
- Wallfahrtskapelle Maria Elend bei Embach, Gemeinde Lend

Steiermark
- Pfarrkirche Maria im Elend zu Straßgang in Graz
- Maria Elend in der KG Kuffern, Gemeinde Statzendorf
- Maria Fieberbründl, Kaibing

Wien
- Pfarrkirche Leopoldau in Floridsdorf